# RX Андромеды
RX Андромеды (лат. RX Andromedae) — переменная звезда в созвездии Андромеды. Хотя звезду относят к классу карликовых новых типа Z Жирафа (UGZ), но периоды малой светимости характерны для звёзд типа VY Скульптора. Тем не менее, большую часть времени видимая звёздная величина объекта меняется от 15,1 в минимуме блеска до 10,2  в максимуме блеска с периодом около 13 дней.

## Система
RX Андромеды является катаклизмической переменной, состоящей из белого карлика массой 0,8 M⊙ и звезды класса M2 главной последовательности, вращающихся вокруг общего центра масс. Звезда главной последовательности заполняет свою полость Роша, поэтому на белый карлик происходит аккреция вещества, формирующего аккреционный диск.

## Переменность
Как и переменные типа Z Жирафа, RX Андромеды обладает периодами приблизительно постоянной светимости, в остальное же время блеск меняется от 10,2 в максимуме до 15,1 в минимуме. Однако в период между 1996 и 1997 годами система оставалась в минимуме блеска как катаклизмические переменные типа VY Скульптора, но затем вернулась к обычному режиму переменности. Таким образом, RX Андромеды можно считать промежуточным этапом между двумя типами объектов. Вероятнее всего, за такую переменность отвечает белый карлик и его аккреционный диск, и она связана с изменением темпа аккреции на белый карлик.

## Спектр
RX Андромеды подробно изучалась в оптической и ультрафиолетовой областях спектра. Также объект является одной из нескольких систем карликовых новых, обнаруженных в радиодиапазоне.